# Marja Burchard

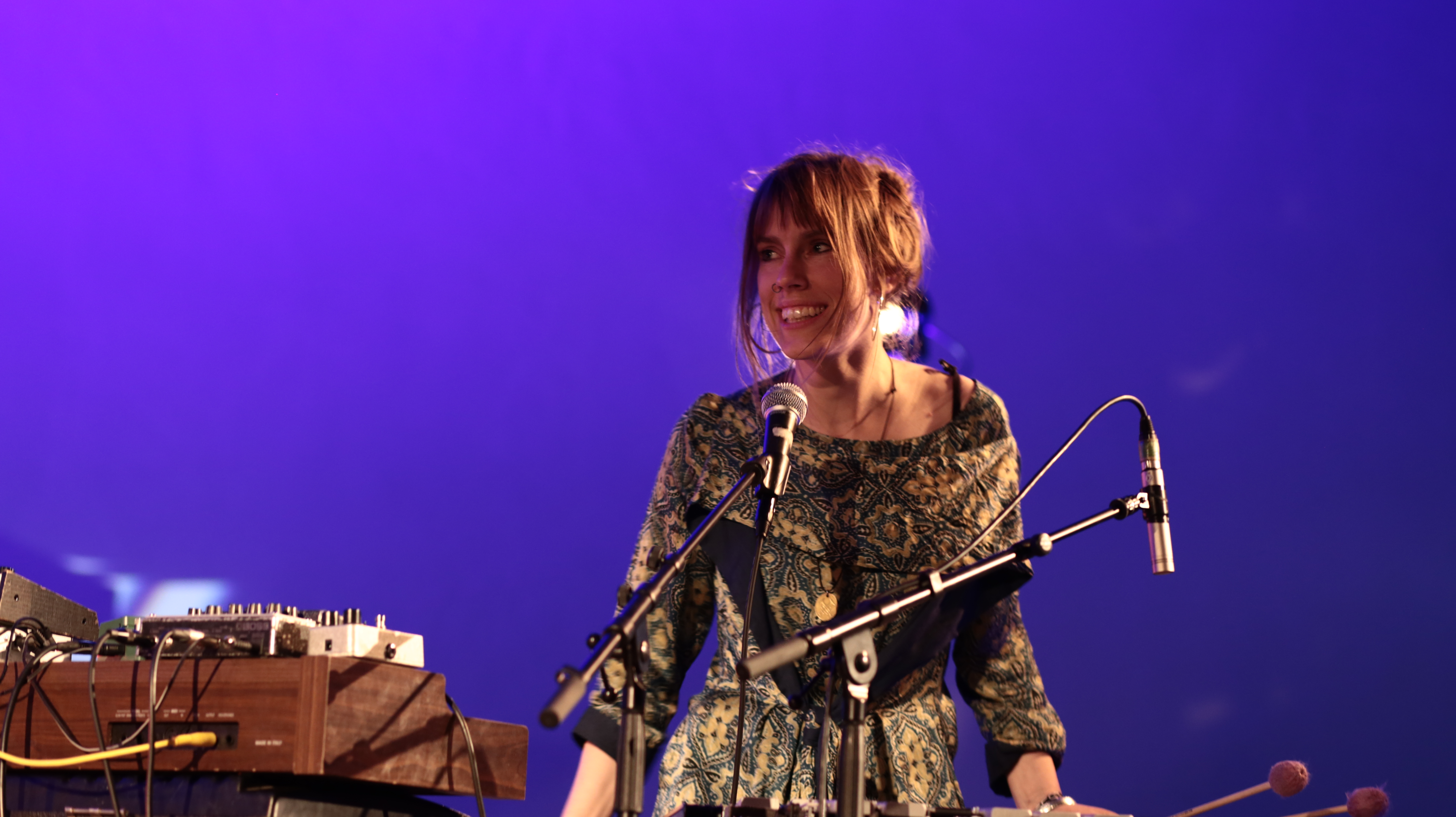
Marja Burchard mit Embryo (Xjazz 2022)

Marja Burchard (* 1985) ist eine deutsche Fusionmusikerin (Keyboards, Vibraphon, Perkussion, auch Posaune, weitere Instrumente, Gesang, Komposition), die seit 2016 die Weltmusikband Embryo leitet.

## Leben und Wirken
Burchard ist die Tochter des Musikers Christian Burchard. 1996 spielte sie im Alter von elf Jahren erstmals bei der von ihm gegründeten Band Embryo mit. Später profilierte sie sich in der Band als Multiinstrumentalistin. Nach einem Schlaganfall ihres Vaters übernahm sie die Leitung der Gruppe Embryo, die sie nach dessen Tod weiter betrieb. Mit Jakob Thun, Sebastian Wolfgruber und Maasl Maier schuf sie einen neuen Kern der Gruppe, der so auch alleine auftrat, etwa im Münchner Jazzclub Unterfahrt.
Burchard gehörte auch zu Karl Hectors Band The Malcouns, mit der sie seit 2014 zwei Alben einspielte. Seit 2018 wirkt sie auch bei Karaba mit, seit 2020 bei Jisr. Weiterhin ist sie auf Alben von Rodinia, Radio Citizen und der Express Brass Band zu hören. 2022 improvisierte sie zudem im Trio mit den beiden Schlagzeugern Simon Popp und Sebastian Wolfgruber. Sie komponierte für ihre Gruppen, aber auch für Pierrick Pédron.
2023 wurde Burchard mit dem Förderpreis Musik der Landeshauptstadt München ausgezeichnet. 2024 bekam sie beim Hessischen Filmpreis den Sonderpreis der Jury für ihre Musik für den Film Shahid von Narges Kalhor.

## Diskographische Hinweise
- Embryo: Live Behind the Green Door (Permakultur Schallplatten, mit Maasl Maier, Sebastian Wolfgruber)
- Embryo: Auf auf (Madlib Invazion 2021, mit Sascha Lüer, Johannes Schleiermacher, Wolfi Schlick, Roman Bunka, Jan Weissenfeldt, Maasl Maier, Mohcine Ramdan, Jakob Thun u. a.)
- Embryo: It do  2LP/CD, 2016 (Trikont)
- Jisr: Wah Wah! (Enja 2023)[8]

## Filmographie
2021: A Sound of My Own (Rebecca Zehr)
2024: Shahid (Narges Kalhor)